# Lac Nokoué
Lac Nokoué är en lagun i Benin. Den ligger i den södra delen av landet, 18 km väster om huvudstaden Porto-Novo.
Runt Lac Nokoué är det i huvudsak tätbebyggt. Runt Lac Nokoué är det mycket tätbefolkat, med 10 000 invånare per kvadratkilometer.